# Josh Bell
Joshua Evan Bell (Irving, 14 agosto 1992) è un giocatore di baseball statunitense, prima base per gli Washington Nationals nella Major League Baseball..

## Carriera

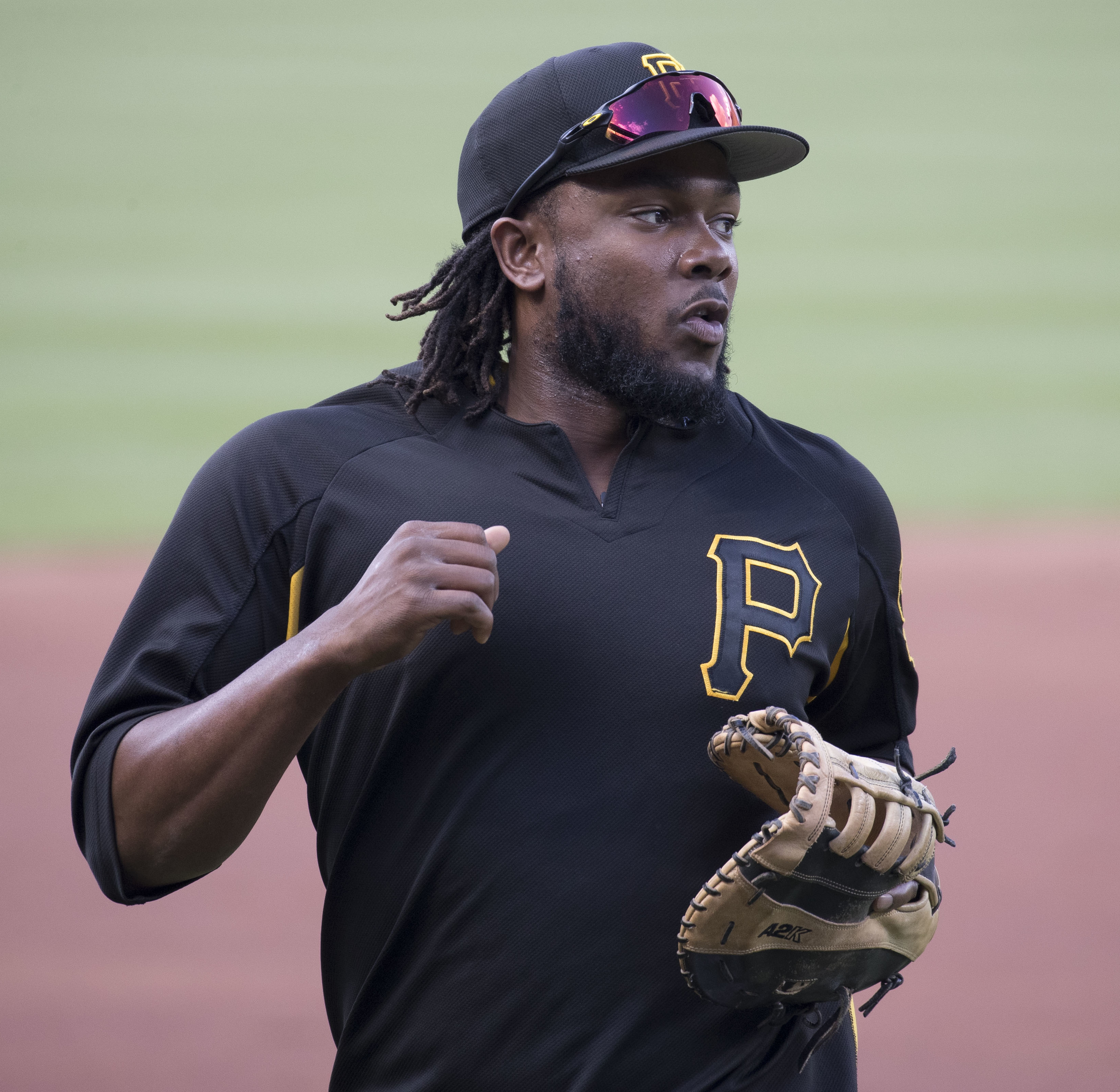
Bell con i Pirates

### Inizi e Minor League (MiLB)
Bell frequentò la Jesuit College Preparatory School di Dallas, da dove venne selezionato nel secondo turno come 61ª scelta assoluta del draft MLB 2011, dai Pittsburgh Pirates. Iniziò a giocare dalla stagione 2012 nella classe A, nel ruolo di esterno destro. Dopo aver trascorso anche la stagione 2013 nella classe A, nel 2014 giocò prevalentemente nella classe A-avanzata, fino alla promozione nella Doppia-A che avvenne il 17 luglio. Nella stessa stagione inoltre, venne convocato per il suo primo All-Star Futures Game.
Nel 2015 militò nella Doppia-A, fino alla fine di luglio, quando venne promosso nella Tripla-A. Inoltre nel 2015 disputò l'intera stagione nel ruolo di prima base e partecipò al suo secondo All-Star Futures Game.

### Major League (MLB)
Bell debuttò nella MLB l'8 luglio 2016, al PNC Park di Pittsburgh contro i Chicago Cubs. Entrò come sostituto battitore, realizzando la prima valida e segnando il primo punto. Il 9 luglio, alla sua seconda comparizione assoluta, batté un grande slam. Concluse la stagione con 45 partite disputate nella MLB e 114 nella Tripla-A.
Durante la stagione d'esordio, Bell si alternò tra i ruoli di esterno destro e prima base, mentre dalla stagione successiva venne impiegato esclusivamente in quest'ultimo ruolo.
Nel 2017 fu uno dei tre finalisti per l'assegnazione del premio di Esordiente dell'Anno, classificandosi infine al terzo posto nel ballottaggio.
L'8 maggio 2019, Bell diventò il quarto giocatore nella storia del PNC Park a battere un home run direttamente nell'Allegheny, il fiume al di fuori dello stadio di Pittsburgh; la palla viaggiò per più di 470 piedi (circa 143 m) con una velocità di uscita superiore alle 
114 mph (circa 183 km/h). Il 30 giugno, partecipò al suo primo All-Star Game e l'8 luglio partecipò al Home Run Derby.
Il 24 dicembre 2020, i Pirates scambiarono Bell con i Washington Nationals per Wil Crowe e il giocatore di minor league Eddy Yean.
Il 2 agosto 2022, Bell, insieme a Juan Soto, è stato scambiato ai San Diego Padres.
Nel 2023 firma per i Cleveland Guardians che però nello stesso anno lo scambiano ai Miami Marlins. Nel corso della stagione 2024 viene scambiato di nuovo verso la sua squadra attuale, gli Arizona Diamondbacks. 

## Palmares
- MLB All-Star: 1

2019
- Silver Slugger Award: 1

2022
- Giocatore del mese: 1

NL: maggio 2019
- Giocatore della settimana: 1

NL: 19 maggio 2019